# Nádleehi
Nádleehi (un «home efeminat» o «persona de cos masculí amb naturalesa femenina») és un rol social i, de vegades, cerimonial a la cultura Dineh (navaho). Tanmateix, el rol de gènere nádleehi també és fluid i no es pot descriure simplement en termes de binaris de gènere rígids. Algunes persones Dineh reconeixen quatre llocs generals en l'espectre de gènere: «dona femenina», «dona masculina», «home femení» i «home masculí». Nádleehí pot expressar el seu gènere de manera diferent d'un dia a l'altre, o durant diferents períodes al llarg de la seva vida, complint funcions en la comunitat i la cerimònia que tradicionalment tenen dones o homes. De vegades, alguns poden ocupar càrrecs que només poden ocupar persones que es troben a la meitat de l'espectre de gènere.
La nádleehí contemporània pot o no participar en les comunitats modernes de dos esperits o LGBT paníndies.
Les persones notables que van ser reconegudes per les seves comunitats com a nádleehí són la teixidora tradicional i cantant cerimonial Hosteen Klah (1867–1937) i Fred Martinez, que va ser assassinat als 16 anys el juny de 2001.

## Rol en la societat Dineh
Tradicionalment, una persona nádleehí és reconeguda a una edat jove pels ancians cerimonials i la seva pròpia família, ja que se'ls veu assumint instintivament els rols típicament femenins d'aquesta societat, així com la roba i el treball associats habitualment a les dones en aquesta cultura. A mesura que maduren, també solen sentir-se atrets sexualment per altres homes, i això sol ser acceptat per la comunitat. Un rol de nádleehí pot ser una mica fluid durant la seva vida segons el context, com ara quan es troba amb diferents grups de persones o en diferents contextos culturals. El rol social i cerimonial nádleehí es diferencia d'altres rols de dos esperits perquè és específic de la cultura i les comunitats Dineh; altres nacions que tenen rols per a dos esperits (si en tenen), tenen noms en les seves pròpies llengües, i els rols i altres detalls solen ser específics d'aquestes cultures particulars.
La diferència en la percepció del Dineh dels individus no conformes del seu gènere i la percepció occidental es va observar ja a la dècada del 1920. Un escriptor contemporani va assenyalar que, mentre que a la societat estatunidenca l'inconformitat de gènere era motiu d'ansietat, a la societat Dineh es considerava una bona sort.

## Fred Martinez
Fred Martinez vivia a Cortez (Colorado), en una reserva de Dineh, amb la seva mare Pauline Mitchell.
Els amics de Martínez van dir que sovint era assetjat a l'escola pels seus companys, pel seu caràcter femení. La mare de Martínez va donar suport al seu fill i als seus amics, alguns dels quals també eren disconformes de gènere o LGBT. La societat Dineh és tradicionalment matrilineal, amb rols socials i cerimonials honrats per a determinats membres de la comunitat amb variants de gènere, i la mare, l'àvia i altres persones de la comunitat el van reconèixer i acceptar com a nádleehí.
Fred Martinez va ser assassinat per Shaun Murphey el juny de 2001, i es va determinar que els motius de Murphey estaven relacionats amb l'estatus de nádleehí de Martinez. Murphey va ser arrestat i condemnat, encara que no es va considerar un delicte d'odi.
Un documental sobre el cas de Fred Martinez, Two-Spirits, explora tant la vida de Martinez com el paper del nádleehí en la cultura tradicional Dineh.